# FC Union Charlottenburg 1898
FC Union Charlottenburg 1898 is was een Duitse voetbalclub uit de hoofdstad Berlijn, meer bepaald uit het stadsdeel Charlottenburg. 

## Voetbal
De club werd in 1898 opgericht als Charlottenburger FC Union 1898. De club sloot zich aan bij de Duitse voetbal- en cricketbond en nam in 1899/00 deel aan de competitie, waar ze zesde eindigden op negen clubs. Na dit seizoen ging de club web bij deze voetbalbond. 
De club nam in 1902 deel aan het eerste competitiejaar van de Markse voetbalbond en eindigde achtste op veertien clubs. Op 2 oktober van dat jaar fuseerde de club met Halenseer SC en nam zo de naam Charlottenburger FC Union Halensee 1898 aan. De volgende twee seizoenen kwamen er verschillende reeksen waarvan de kampioen zich voor een eindronde plaatste. In 1903/04 werd de club groepswinnaar en kon zich zo voor de eindronde plaatsen, maar werd daar laatste. De volgende jaren speelde de club geen rol van betekenis meer en in 1907/08 werd de club zelfs laatste. Hierna maakte de club de overstap naar de veel sterkere Berlijnse voetbalbond, maar moest daar wel in een lagere reeks spelen. 
In 1911 werd de naam gewijzigd in FC Union Charlottenburg 1898. Datzelde jaar fuseerden de drie grote Berlijnse voetbalbonden met elkaar tot één voetbalbond met één grote competitie. In het eerste seizoen speelden twintig clubs in de competitie verdeeld over twee groepen van tien. De club werd voorlaatste en degradeerde. 
In 1919 fuseerde de club met Charlottenburger SC 02 en werd zo Union-SC Charlottenburg 1898. 